# Fredegar

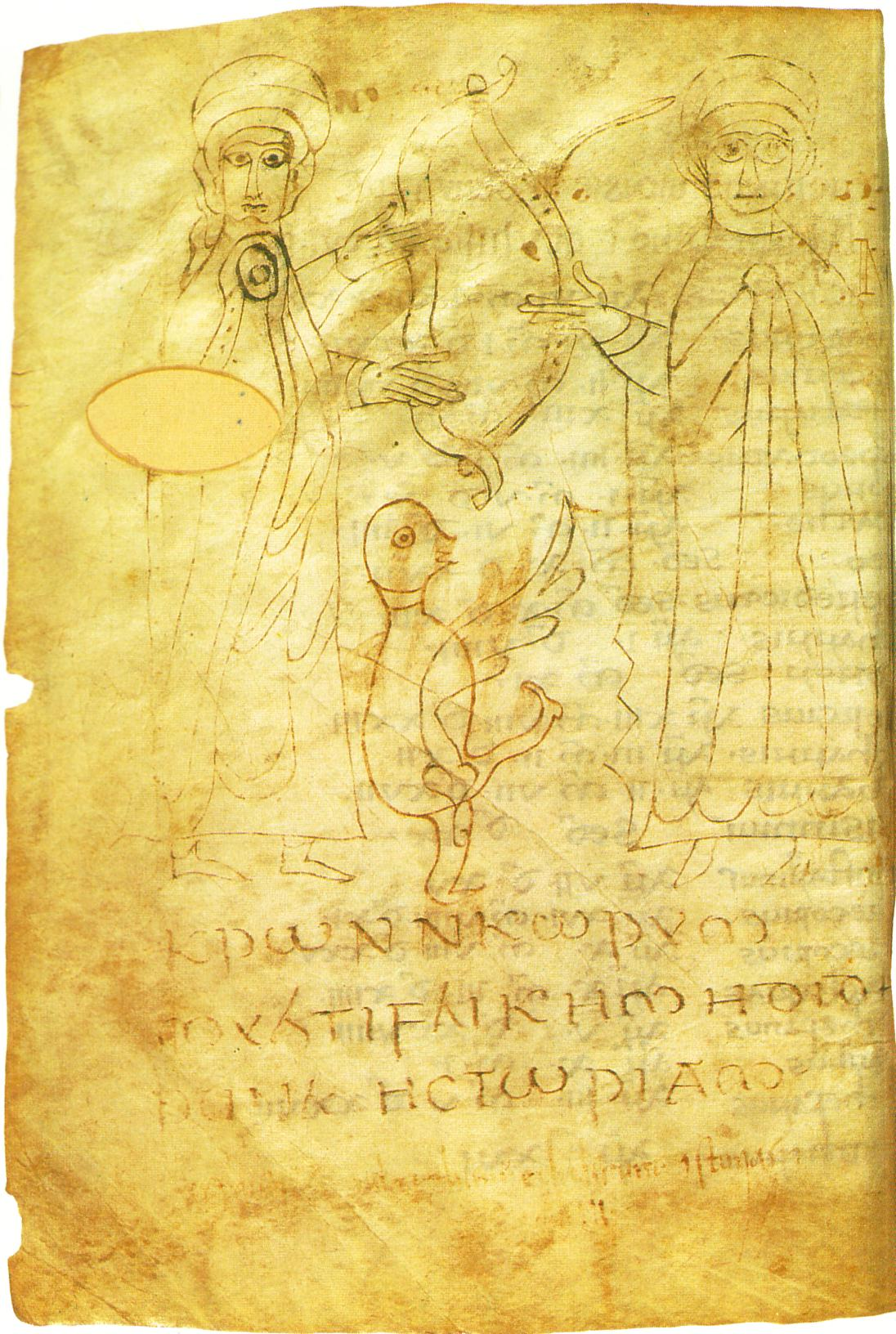
Een van de pagina's van de Kronieken van Fredegar

Fredegar (Latijn: Fredegarius Scholasticus) was de Frankische samensteller en schrijver van een vroegmiddeleeuwse kroniek De Kronieken van Fredegar. Een eeuw later werd door onbekende(n) en onafhankelijk van Fredegar het geschiedkundige werk Liber Historiae Francorum geschreven, de toeschrijving aan Fredegar dateert pas uit de 16e eeuw.
Deze twee historische boeken vormen samen met het boek Decem Libri Historiae van Gregorius van Tours de belangrijkste bronnen voor de geschiedenis van de Franken in de zesde, zevende en achtste eeuw. 
De relatie van het Frankische Rijk met de landen van Centraal- en Oost-Europa komt er ook in aan bod. Tevens wordt er voor de eerste keer in geschreven vorm melding gemaakt van het begin van het ontstaan van het Slavische Samorijk. 
De Kronieken van Fredegar bestaan uit vier geschiedkundige werken waarvan er drie een samenvatting zijn van de boeken van Gregorius van Tours. 

## Externe bron
- (en)  Wallace-Hadrill, J. M., vertaler. Het vierde boek van de kroniek van Fredegar met voortzetting. Connecticut: Greenwood Press, 1960. Deze link is niet naar de bedoelde vertaling van Wallace-Hadrill. Het betreft een vertaling van Les Grandes Chroniques de France (13e eeuw).

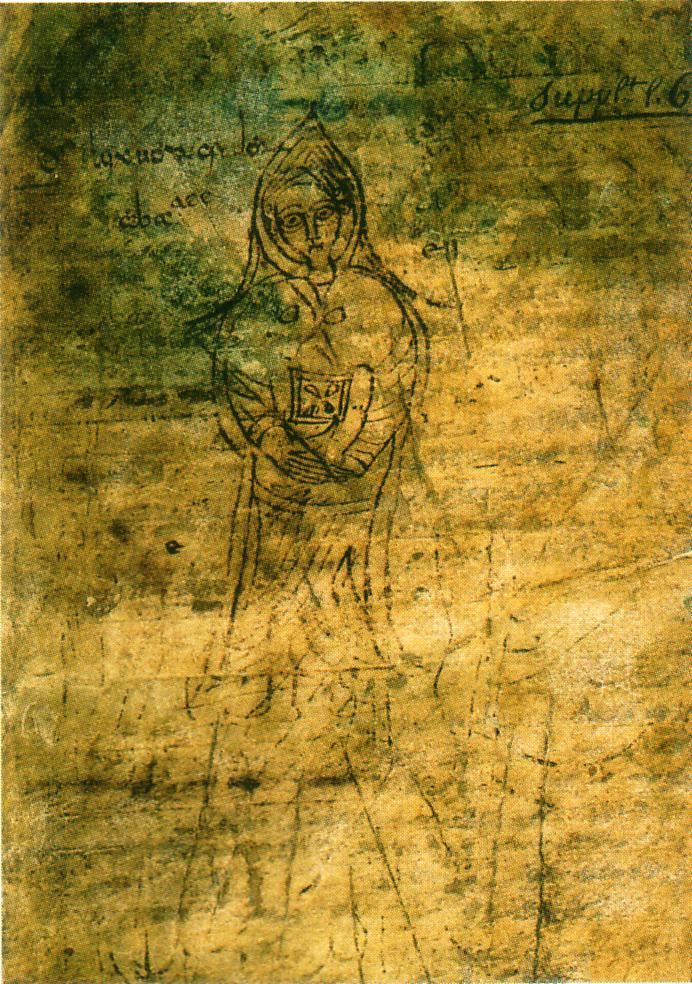
Een andere pagina van de Kronieken van Fredegar